# Atentado de Lahore de 2016
El 27 de marzo de 2016, se produjo un atentado en Lahore, una de las principales ciudades de Pakistán, donde murieron 60 personas en un ataque suicida que afectó a la entrada principal del parque Gulshan-e-Iqbal, uno de los más grandes de Lahore. Con más de 250 heridos, se considera que es uno de los ataques más mortíferos en Lahore. La explosión parecía dirigida contra los cristianos que allí estaban celebrando la Pascua y la mayoría de las víctimas fueron mujeres y niños.

## El ataque
La explosión tuvo lugar a las 6:30 p. m., y fue comunicada por una llamada de emergencia en torno a las 6:44 p. m., siendo enviadas 23 ambulancias al lugar. Los heridos fueron trasladados principalmente al Hospital Jinnah y el Hospital Shaikh Zayed. La responsabilidad fue adjudicada por el Jamaat-ul-Ahrar, un grupo afiliado con el talibán paquistaní.

## Reacciones

### En Pakistán
El presidente de Pakistán, Mamnoon Hussain, el gobernador de Punjab, Malik Muhammad Rafique Rajwana y el Jefe Ministro de Punjab, Mian Shahbaz Sharif, condenaron el ataque y se anunció tres días de duelo.